# Neoscaptia flavicaput
Neoscaptia flavicaput là một loài bướm đêm thuộc phân họ Arctiinae, họ Erebidae.